# Epinephelus drummondhayi
Epinephelus drummondhayi là một loài cá thuộc họ Serranidae.